# 県立薩南病院
県立薩南病院（けんりつさつなんびょういん）は、鹿児島県南さつま市にある医療機関。鹿児島県立病院事業の設置等に関する条例（昭和39年3月30日条例第45号）により設置された県立の病院である。南薩保健医療圏（枕崎市・指宿市・南さつま市・南九州市）の地域医療支援病院の承認を受けるほか、災害拠点病院、地域がん診療連携拠点病院などの指定を受ける。病院の理念は、「県立薩南病院は，中核的病院として地域医療に貢献し，住民に信頼され，安心して医療を受けられる病院を目指す。」。

## 沿革
- 1952年7月 - 県立薩南療養所（結核療養所）として開設。
- 1978年12月 - 現名称に改称。
- 2009年3月31日 - 地域医療支援病院の承認を受ける。
- 2023年5月8日 - 現在地に移転

## 診療科
- 内科
- 循環器科
- 消化器科
- 外科
- 放射線科
- 特殊外来

## 医療機関の指定等
- 保険医療機関
- 救急告示医療機関
- 労災保険指定医療機関
- 指定自立支援医療機関（更生医療）
- 生活保護法指定医療機関
- 結核指定医療機関
- 原子爆弾被害者医療指定医療機関
- 第二種感染症指定医療機関
- 地域医療支援病院
- 災害拠点病院
- へき地医療拠点病院
- 臨床研修指定病院（協力型）
- がん診療連携拠点病院

## 周辺の施設
- 吹上浜海浜公園

## 交通アクセス
- 鹿児島交通バス野間池行で薩南病院前下車。